# Fojtov

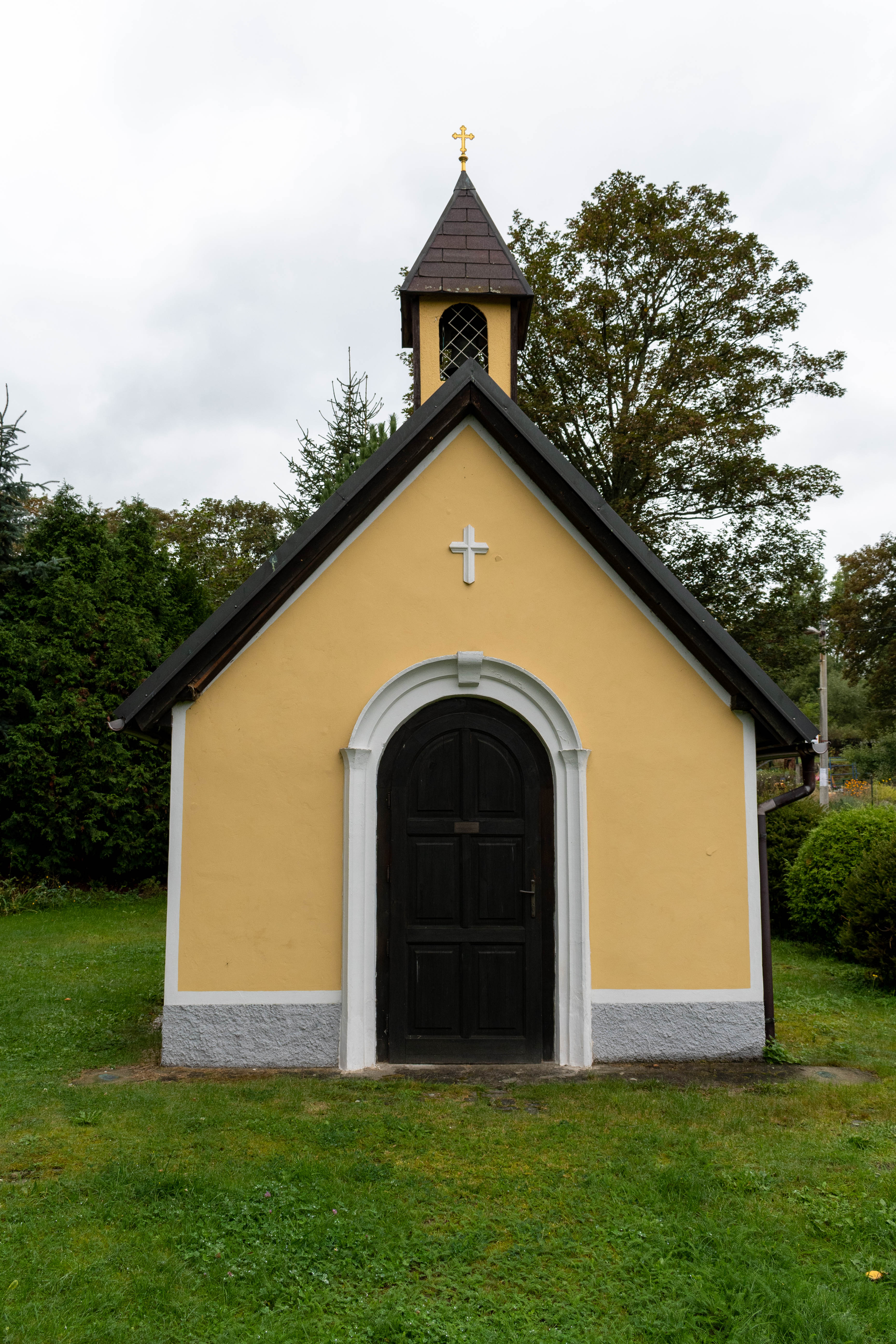
Kapelle in Fojtov

Fojtov (deutsch Voigtsgrün) ist ein Ortsteil der Gemeinde Nejdek (Neudek) im Bezirk Karlsbad in Tschechien.

## Geografie
Der Ortsteil liegt etwa 5 km südöstlich von Nejdek im böhmischen Teil des Erzgebirges. 

## Geschichte
Die Ersterwähnung von Voigtsgrün als Besitz des Tepler Probsteigutes Lichtenstadt, stammt aus dem Jahre 1273. Die Einwohner lebten vor allem von der Viehzucht. Im nahe gelegenen Steinbruch wurde früher auch Quarz, Basalt und Granit abgebaut. 
1562 war der Ort von etwa 20 Bauern besiedelt. Die Seelenliste des Elbogener Kreises von 1651 erwähnt Voigtsgrün mit etwa 20 Familien. Die Männer katholisch und die Frauen und Kinder noch überwiegend unbekehrt. Das Richteramt bekleidete zu dieser Zeit Matheus Starck. 1847 zählte das Dorf 51 Häuser mit 365 Einwohnern. Bis zur Aufhebung der Patrimonialgerichtsbarkeit 1848/49 gehörte Voigtsgrün zur Herrschaft Neudek. Kirchlich war Voigtsgrün zunächst nach Lichtenstadt und seit 1784 nach Tüppelsgrün gepfarrt.
1850 war Voigtsgrün Teil des Gerichtsbezirkes Neudek und seit der Gebietsreform 1869 des Bezirkes Graslitz. 1910 wurde es dem ausgegliederten Bezirk Neudek zugeschlagen. Im Zuge der Annexion des Sudetenlandes gehörte Voigtsgrün zwischen 1938 und 1945 zum Landkreis Neudek. Nach Beendigung des Zweiten Weltkrieges wurde Fojtov dem Okres Karlovy Vary zugeordnet. Zu dieser Zeit wurde ein großer Teil der deutschen Bevölkerung vertrieben. Fojtov ist heute ein Ortsteil von Nejdek.  